# Hideo Nakata
Hideo Nakata  (中田 秀夫 Nakata Hideo?)  es un cineasta japonés nacido en Okayama el 19 de julio de 1961. Es reconocido por su popular film de terror Ringu, estrenado en 1998.
Debutó en la dirección en 1996 con Joyû-rei (Ghost Actress).

## Vida y carrera
Nakata nació en Okayama, Japón. Es conocido en el público occidental por sus películas de terror como Ringu (1998), Ringu 2 (1999) y Dark Water (2002). Varias de estas películas tuvieron un remake en inglés como The Ring (2002) y Dark Water (2005).
Nakata iba a hacer su debut como director de una película de habla inglesa con True Belivers, pero no continuó en el proyecto. Después, Dreamworks le ofreció dirigir The Ring Two (2005), a lo que aceptó haciendo su debut en lengua inglesa con una secuela al remake de su propio film.
Nataka inició con su carrera con el film Ghost Actress o Don't Look Up (1996). Aunque falló en atraer un éxito a gran escala, el film fue responsable de llevarlo a dirigir Ringu.
Otros films de Nakata incluyen Sleeping Bride (2000); Curse, Death & Spirit; and Chaos (2000). Dirigió el thriller psicológico The Incite Mill que se estrenó el 16 de octubre de 2010 in Japan. Ha completado la historia de fantasmas japonesa Kaidan. 
Nakata actualmente trabaja en Hearn, que habla de la vida de Lafcadio Hearn quien escribió Kwaidan.
Es representado por la Agencia Unida de Talento. Su film, Chatroom, fue proyectado en el Festival de Cine de Cannes de 2010.

## Filmografía

### Películas
- Curse, Death & Spirit (1992)
- Don't Look Up (1996) (también escritor)
- Ring (1998)
- Joseph Losey: The Man with Four Names (1998)
- Ring 2 (1999)
- Sleeping Bride (1999)
- Take It (2000)
- Chaos (2000)
- Dark Water (2002)
- The Ring Two (2005)
- Kaidan (2007)
- L: Change the World (2008)
- Foreign Filmmakers' Guide to Hollywood (2009)
- Chatroom (2010)
- The Incite Mill (2010)
- The Complex (2013)
- Life After 3.11 (2013)
- Monsterz (2014)
- Words With Gods (2014) – segmento: "Sufferings"
- Ghost Theater (2015)
- Somewhere in Kakamura (2016 short)
- White Lily (2016)
- Life in Overtime (2018)
- Stolen Identity (2018)
- The Woman Who Keeps a Murderer (2019)
- Sadako (2019)
- Stigmatized Properties (2020)
- Stolen Identity 2 (2020)
- Usogui: Lie Eater (2022)
- It's in the Woods (2022)
- The Forbidden Play (2023)
- Stolen Identity: Final Hacking Game (2024)
- Fushigi Dagashiya Zenitendō (2024)
- Stigmatized Properties 2 (2025)

### Televisión
- Gakkô no kaidan F (1997) (historia: "Hoken-shitsu", historia: "Rei Video")
- Shinigami-kun (2014) – 1 episode
- Yo ni mo Kimyô na Monogatari: Eiga kantoku-hen (2015)
- Magamoto (2016) – Miniserie de 8 partes
- Remote de Korosareru (2020)
- Kyoufu Shinbun (2020)
- The Days (2023) – con Masaki Nishiura

## Enlaces
- Página web oficial (en japonés)
- Hideo Nakata en Internet Movie Database (en inglés).
- Hideo Nakata en Japanese Movie Database (en japonés)

- Datos: Q533492
- Multimedia: Hideo Nakata / Q533492